# Habbanakuppe, Hunsur
Habbanakuppe là một làng thuộc tehsil Hunsur, huyện Mysore, bang Karnataka, Ấn Độ.